# Liste der größten Bibliotheken in Bayern

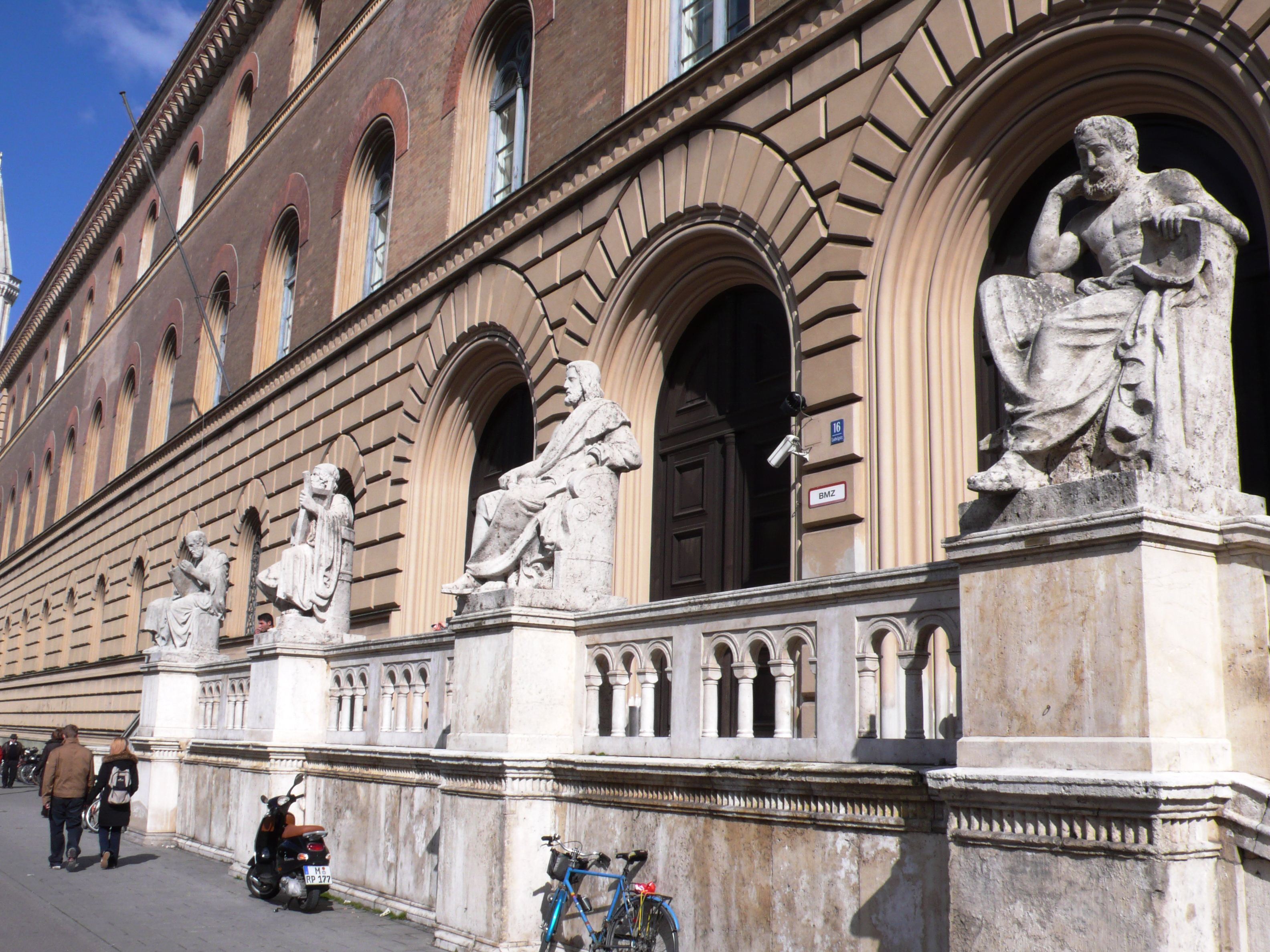
Die Bayerische Staatsbibliothek ist mit 10,63 Millionen Medieneinheiten die größte Bibliothek Bayerns; hier: Eingangsportal der Staatsbibliothek mit Statuen der vier Gelehrten (von links) Thukydides, Homer, Aristoteles und Hippokrates

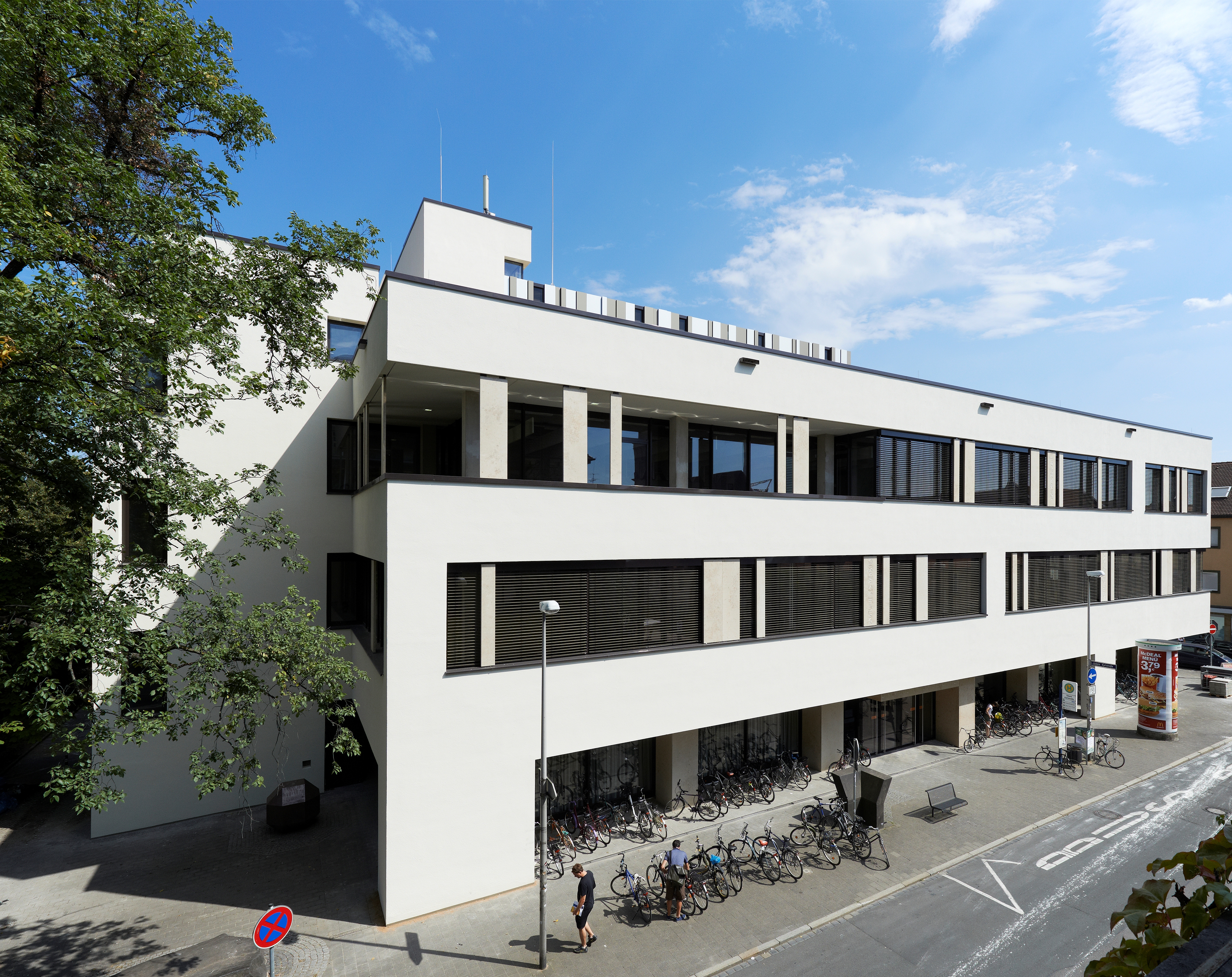
Hauptbibliothek der Universitätsbibliothek Erlangen-Nürnberg

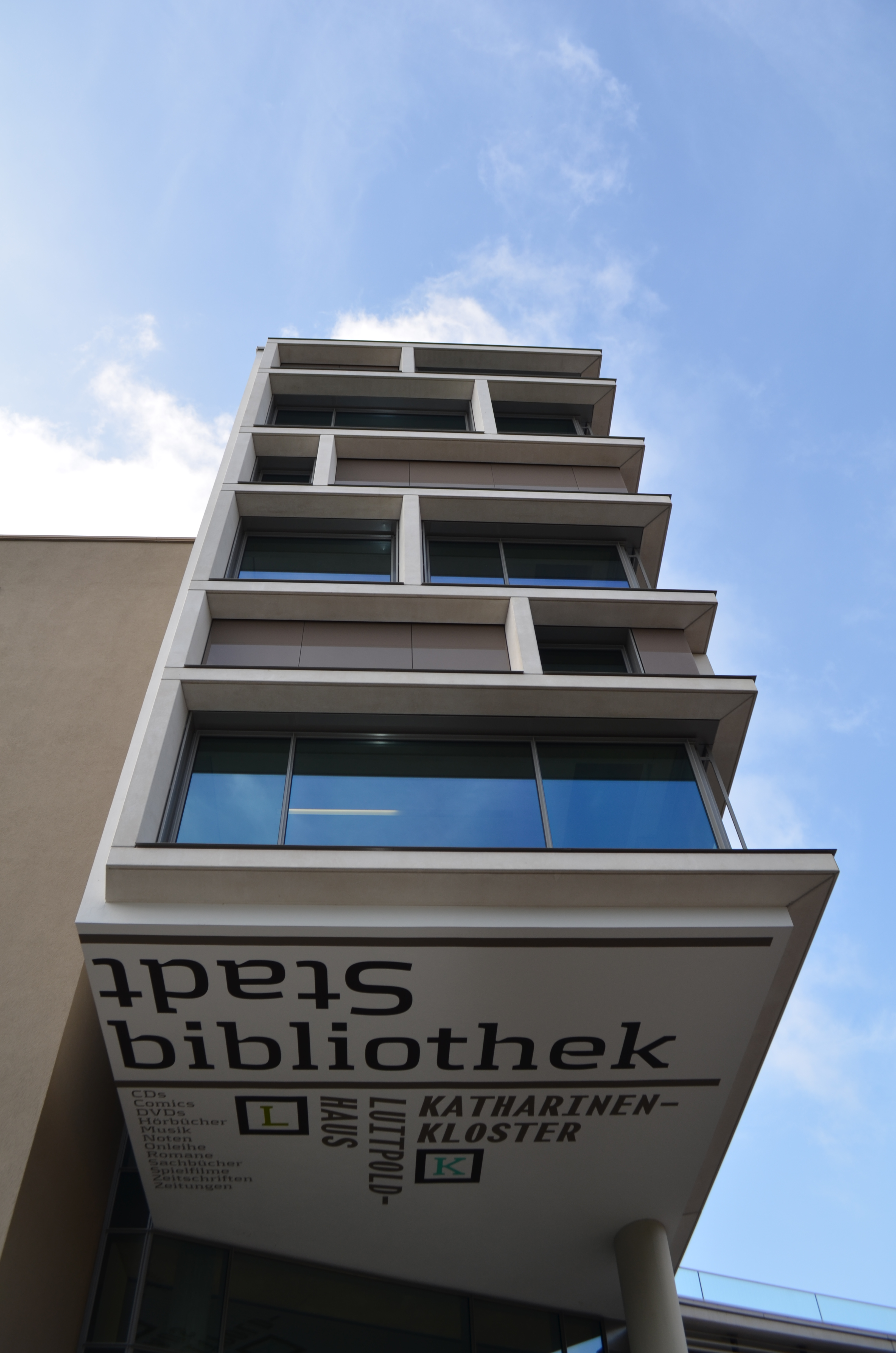
Die Stadtbibliothek Nürnberg stellt die älteste öffentliche Bibliothek dar.

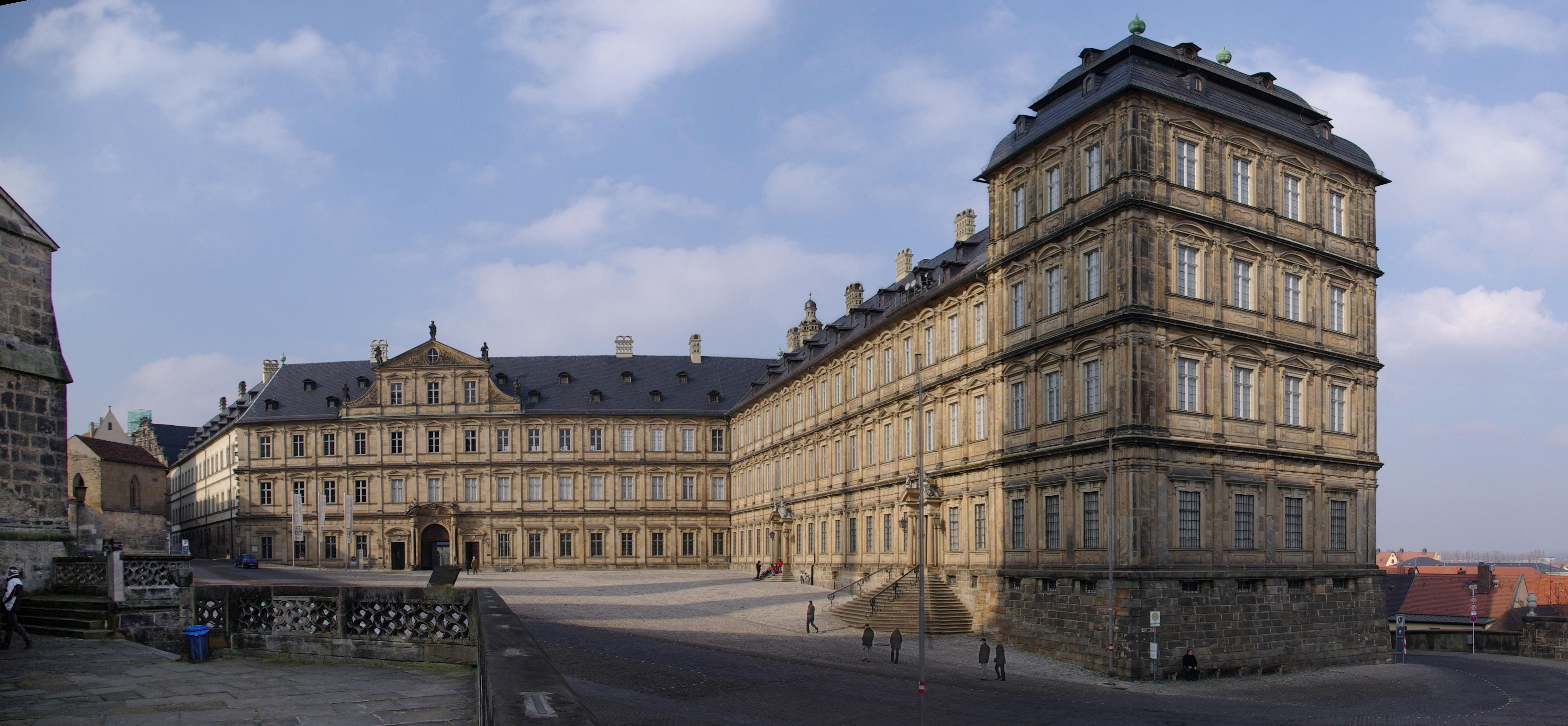
Die Staatsbibliothek Bamberg in der Neuen Residenz am Domplatz ist die größte aller zehn Regionalbibliotheken.

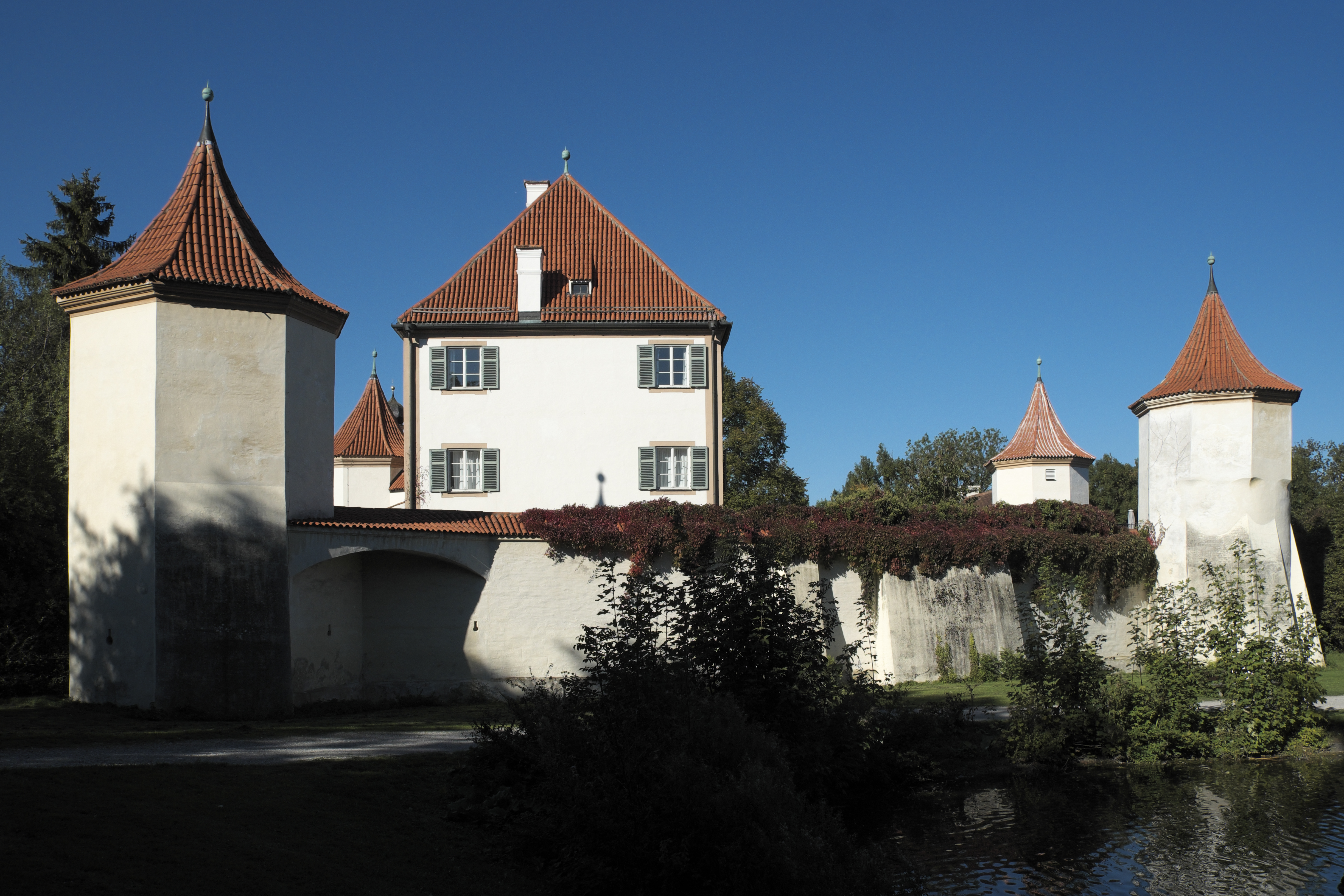
Im Schloss Blutenburg in Obermenzing ist die Internationale Jugendbibliothek untergebracht

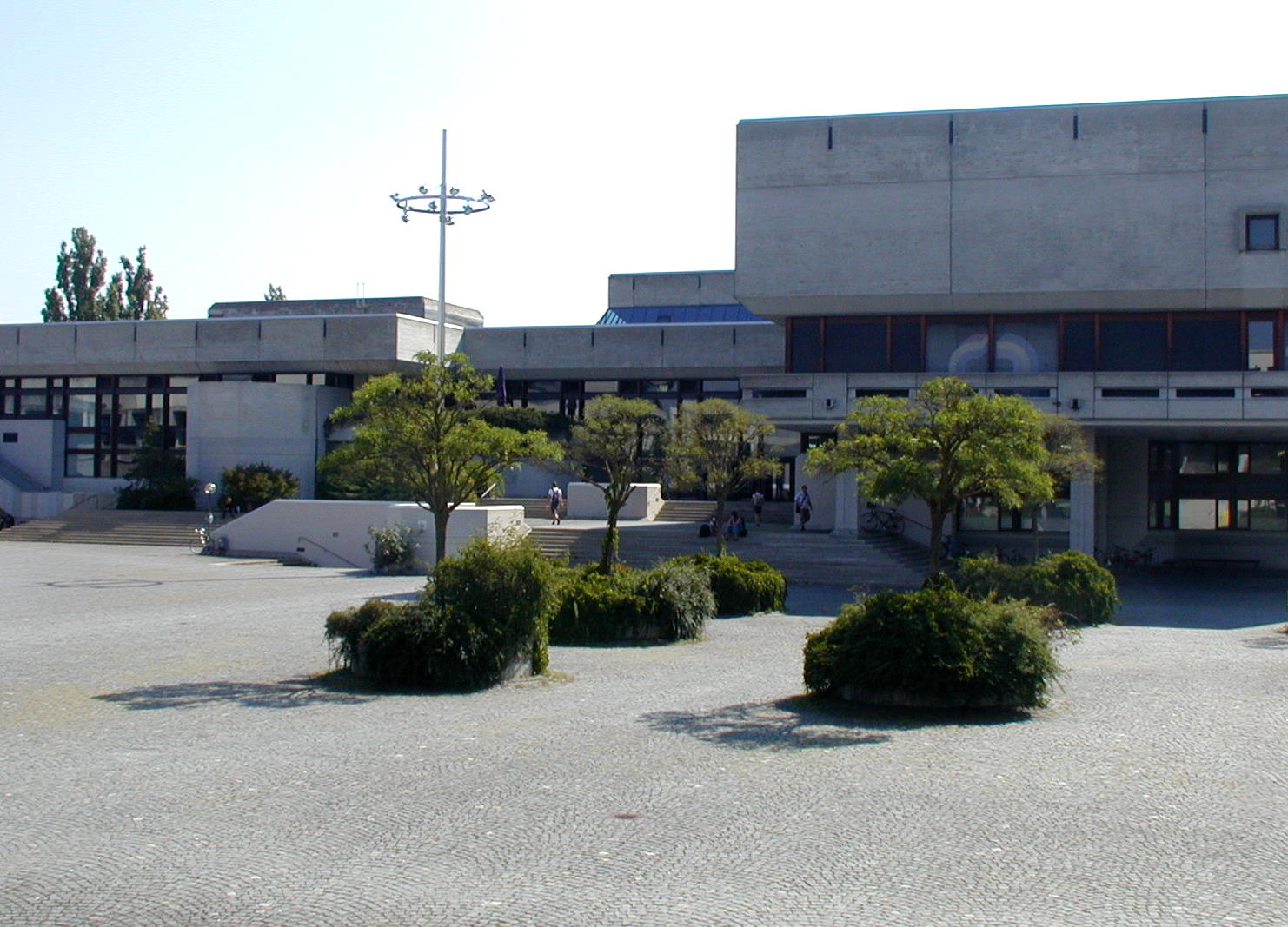
Die 1964 gegründete Universitätsbibliothek Regensburg wurde zum Vorbild vieler Bibliotheksneugründungen im Freistaat

Diese sortierbare Liste der größten Bibliotheken in Bayern enthält die Bibliotheken im Freistaat Bayern, deren Sammlungen mindestens 500.000 Einzelmedien umfassen. Darin eingeschlossen sind Bücher, Periodika, handschriftliche Texte (wie Briefe, Urkunden, Musikalien und Verträge) sowie Fotos, Postkarten und Landkarten. Vereinzelt zählen auch Postkarten, Patente und Gemälde dazu.
Größte Bibliothek des Freistaates ist die Bayerische Staatsbibliothek in München. Sie ist die zentrale Landesbibliothek Bayerns und eine der bedeutendsten europäischen Forschungs- und Universalbibliotheken mit internationalem Rang. Mit rund 10,5 Millionen Medieneinheiten ist sie nach der Deutschen Nationalbibliothek und der Staatsbibliothek zu Berlin die drittgrößte Bibliothek Deutschlands und besitzt eine der größten Sammlungen im deutschsprachigen Raum.
Größte Universitätsbibliothek ist die Bibliothek der Friedrich-Alexander-Universität Erlangen-Nürnberg. Zugleich ist sie die zweitgrößte Bibliothek Bayerns. Die älteste öffentliche Bibliothek ist die Stadtbibliothek Nürnberg, größte hingegen die Münchner Stadtbibliothek. Größte Museumsbibliothek ist die Bibliothek des Deutschen Museums. Um die Versorgung mit wissenschaftlicher Literatur in allen Regionen zu gewährleisten, existieren zehn staatliche Regionalbibliotheken; die größte ist die Staatsbibliothek Bamberg.

## Liste
| Name                                                          | Standort                              | Anzahl Medien       | Gründung |
| ------------------------------------------------------------- | ------------------------------------- | ------------------- | -------- |
| Bayerische Staatsbibliothek                                   | München (Oberbayern)                  | ca. 10,63 Millionen | 1558     |
| Universitätsbibliothek Erlangen-Nürnberg                      | Erlangen und Nürnberg (Mittelfranken) | ca. 5,5 Millionen   | 1743     |
| Universitätsbibliothek der LMU                                | München (Oberbayern)                  | ca. 4,7 Millionen   | 1573     |
| Universitätsbibliothek Regensburg                             | Regensburg (Oberpfalz)                | ca. 3,5 Millionen   | 1964     |
| Universitätsbibliothek Würzburg                               | Würzburg (Unterfranken)               | ca. 3,4 Millionen   | 1619     |
| Münchner Stadtbibliothek                                      | München (Oberbayern)                  | ca. 2,8 Millionen   | 1843     |
| Universitätsbibliothek Augsburg                               | Augsburg (Schwaben)                   | ca. 2,7 Millionen   | 1970     |
| Universitätsbibliothek Bayreuth                               | Bayreuth (Oberfranken)                | ca. 2,0 Millionen   | 1973     |
| Universitätsbibliothek Passau                                 | Passau (Niederbayern)                 | ca. 2,0 Millionen   | 1978     |
| Universitätsbibliothek der TUM                                | München (Oberbayern)                  | ca. 1,97 Millionen  | 1868     |
| Universitätsbibliothek Eichstätt-Ingolstadt                   | Eichstätt und Ingolstadt (Oberbayern) | ca. 1,9 Millionen   | 1710     |
| Universitätsbibliothek Bamberg                                | Bamberg (Oberfranken)                 | ca. 1,6 Millionen   | 1973     |
| Universitätsbibliothek der Universität der Bundeswehr München | München (Oberbayern)                  | ca. 1,2 Millionen   | 1973     |
| Bibliothek des Deutschen Museums                              | München (Oberbayern)                  | ca. 950.000         | 1903     |
| Stadtbibliothek Nürnberg                                      | Nürnberg (Mittelfranken)              | ca. 900.000         | 1370     |
| Bibliothek des Germanischen Nationalmuseums                   | Nürnberg (Mittelfranken)              | ca. 650.000         | 1852     |
| Internationale Jugendbibliothek                               | München (Oberbayern)                  | ca. 630.000         | 1949     |
| Staatsbibliothek Bamberg                                      | Bamberg (Oberfranken)                 | ca. 576.000         | 1803     |